# Henry Lascelles, II conte di Harewood
Henry Lascelles, II conte di Harewood (Yorkshire, 25 dicembre 1767 – Yorkshire, 24 novembre 1841), è stato un nobile e politico inglese.

## Biografia
Era il figlio di Edward Lascelles, I conte di Harewood, e di sua moglie, Anne Chaloner.

## Carriera
È stato membro della Camera dei comuni per Yorkshire (1796-1807), Westbury (1807-1812) e Northallerton (1818-1820). Nel 1820 successe al padre nella contea e prese il suo posto nella Camera dei lord.
Fu Lord luogotenente di West Riding of Yorkshire (1819-1841).

## Matrimonio e discendenza
Sposò, il 3 settembre 1794, Henrietta Sebright (6 maggio 1770-15 febbraio 1840), figlia di sir John Sebright, VI Baronetto e di Sarah Knight. Ebbero undici figli:
- Edward Lascelles, visconte Lascelles (18 luglio 1796-7 dicembre 1839), sposò in prime nozze Ann Elizabeth Rosser, non ebbero figli, sposò in seconde nozze Filippine Munster, non ebbero figli;
- Henry Lascelles, III conte di Harewood (11 giugno 1797-22 febbraio 1857);
- Lord William Saunders Sebright Lascelles (29 ottobre 1798-2 luglio 1851), sposò lady Georgiana Caroline Howard, ebbero nove figli;
- Lord Edwin Lascelles (25 dicembre 1799-26 aprile 1865);
- Lord Francis Lascelles (12 febbraio 1801-2 febbraio 1814);
- Lady Harriet Lascelles (19 giugno 1802-1º gennaio 1889), sposò George Holroyd, II conte di Sheffield, ebbero sette figli;
- Lord Frederick Lascelles (1803-13 ottobre 1823);
- Lady Frances Anne Lascelles (2 giugno 1804-7 dicembre 1855), sposò John Thomas Hope, non ebbero figli;
- Lord Arthur Lascelles (23 gennaio 1807-19 luglio 1880), sposò Caroline Frances Brooke, ebbero dieci figli;
- Lady Emma Lascelles (16 marzo 1809-8 febbraio 1865), sposò Edward Portman, I visconte Portman, ebbero tre figli;
- Lady Louisa Lascelles (10 settembre 1812-10 marzo 1886), sposò Lord George Cavendish, ebbero sei figli.

## Morte
Morì il 24 novembre 1841.
Sua moglie è menzionata in Mansfield Park, da Jane Austen, in una lettera di Mary Crawford a Fanny Price.